# 亞歷山大·秋皮尼奇
亞歷山大·秋皮尼奇（捷克語：Alexander Choupenitch，1994年5月2日—），捷克劍擊運動員，他代表捷克隊參加了日本舉行的2020年夏季奧林匹克運動會，並且在男子個人花劍比賽上獲得銅牌。